# August von Zastrow
August Ludwig von Zastrow (* 25. Januar 1833 in Neuchâtel; † 10. Mai 1896 in Köslin) war ein preußischer Verwaltungsjurist und 1866/71 Landrat im Kreis Friedeberg Nm.

## Leben
Er war der Sohn des gleichnamigen preußischen Oberstleutnants und Herrn auf Schönberg August von Zastrow (1794–1865) und dessen Ehefrau Rosalie, geborene von Meuron (1808–1862).
Zastrow wirkte seit 1863 in Frankfurt (Oder) als Regierungsassessor und nach seiner Amtszeit als preußischer Landrat in Friedeberg wechselte er als 1871 als Oberregierungsrat nach Potsdam und Köslin.
Zastrow verheiratet sich am 6. September 1867 in Natzlaff mit Elisabeth Freiin von Senden (* 15. September 1844), eine Tochter des Regierungspräsidenten Carl von Senden. Die Ehe blieb kinderlos.